# میرچئا زامفیر
میرچئا زامفیر (رومانیایی: Mircea Zamfir؛ ‏تلفظ رومانیایی: [ˈmirt͡ʃe̯a]؛ زادهٔ ۲۹ مهٔ ۱۹۸۵) ژیمناست اهل رومانی است.